# Agustarello Affre
Agustarello Affre (Sanch-Inhan, Llenguadoc Rosselló, 23 d'octubre de 1858 - Canha de Mar, (Alps Marítims) 27 de desembre de 1931,) fou un tenor operístic francès.
Tenia una veu forta, ferma i bella que li va valer el sobrenom de "Francès Tamagno" en comparació amb el gran tenor italià. Debutà el 1890 en l'Òpera de París amb un bon èxit, hi va romandre fins al 1893, any en què va iniciar una gira pel sud del seu país (Lió i Marsella). Tornat a l'Òpera de París, creà la part de Reinaldo en l'Armide de Gluck, que, després d'estar molts anys oblidada, es tornà a representar el 1905. Va ser un dels principals tenors d'òpera a París des de 1890 fins a 1911. Va passar els últims anys de la seva carrera, com a cantant i director d'òpera, als Estats Units. Després de la Segona Guerra Mundial, va viure el seu retir a França.